# Zinka Milanov

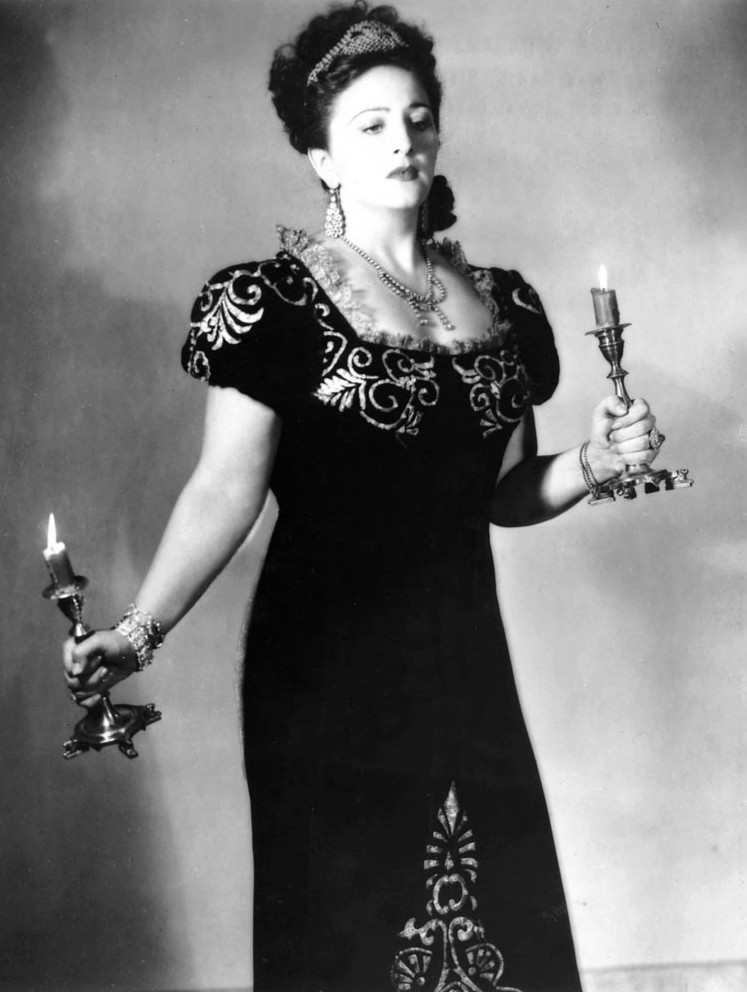
Zinka Milanov 1946

Zinka Milanov (* 17. Mai 1906 in Zagreb, Österreich-Ungarn; † 30. Mai 1989 in New York, NY) war eine kroatisch-amerikanische Opernsängerin (Sopran). Sie sang hauptsächlich für die Metropolitan Opera in New York, aber auch bei den Salzburger Festspielen und in der Wiener Staatsoper. Zinka Milanov hatte eine klare, ausdrucksstarke und klangschöne Stimme; gerühmt wurden vor allem ihre Legato-Kunst und ihre zarten Pianissimo-Töne.

## Leben
Zinka Milanov wurde als Zinka Kunc geboren. Sie studierte an der Musikakademie von Zagreb, erhielt weiteren Unterricht in Mailand und Berlin und schloss ihre Ausbildung bei ihrem Bruder, dem Pianisten und Komponisten Božidar Kunc ab.
Im Oktober 1927 debütierte sie als Leonora in Verdis Il trovatore in Ljubljana und wenige Wochen später als Marguerite in Gounods Faust in ihrer Heimatstadt. Dort blieb sie bis 1935. Gelegentliche Auslandsauftritte führten in den Jahren 1936/37 zu einem Engagement an das Deutsche Theater Prag (dort sang sie im März 1937 in Aida erstmals zusammen mit dem gastierenden Jussi Björling, ihrem oftmaligen Partner in späteren Jahren auf der Bühne der MET und im Studio). 1937 schloss sie ihre zweite Ehe: ihr Ehemann war der Schauspieler Predrag Milanov (1899–1947). Dessen Nachnamen behielt sie auch bei, als sie 1947 den jugoslawischen General und Diplomaten Ljubomir Ilić heiratete.
Der internationale Durchbruch kam im Jahre 1937 mit einem Gastspiel an der Wiener Staatsoper (Dirigent: Bruno Walter), einer Aufführung von Verdis Messa da Requiem unter Arturo Toscanini (auf Empfehlung von Bruno Walter) bei den Salzburger Festspielen und dem Debüt an der MET (erneut als Troubadour-Leonora). Über einen Zeitraum von fast 30 Jahren war sie einer der großen Stars des Hauses. Lediglich in den Jahren 1941/42 und 1947/49 trat sie hier nicht auf. Sie sang am Hause in fast 300 Vorstellungen, nicht mitgerechnet die bei den alljährlichen Tourneen in den USA. In dieser Zeit gastierte sie auch an anderen Opernhäusern, wie in Chicago und San Francisco sowie 1956/57 an der Covent Garden Opera in London.
Ihre Hauptpartien waren Aida, Troubadour-Leonora, Maskenball-Amelia, Tosca, Santuzza in Cavalleria rusticana und Donna Anna in Don Giovanni.
Am 13. April 1966 nahm sie an der MET ihren Bühnenabschied in Andrea Chénier von Umberto Giordano. Danach war sie in New York als Gesangslehrerin tätig.